# 伊藤精
伊藤 精（いとう ただし、1886年（明治19年）7月27日 - 1969年（昭和44年）3月24日は、大日本帝国陸軍軍人。最終階級は陸軍少将。

## 経歴
1886年（明治19年）に石川県で生まれた。陸軍士官学校第19期卒業。1933年（昭和8年）に陸地測量部製図科長に就任し、1934年（昭和9年）に陸軍工兵大佐に進級した。1935年（昭和10年）に関東軍測量隊長に転じ、1936年（昭和11年）に工兵第2連隊長に就任した。1938年（昭和13年）3月1日に陸軍少将進級と同時に待命、3月25日に予備役に編入された。
1947年（昭和22年）11月28日、公職追放仮指定を受けた。

## 栄典
- 1940年（昭和15年）8月15日 - 紀元二千六百年祝典記念章[4]